# Desire Oparanozie
Desire Oparanozie Ugochi (* 17. Dezember 1993 in Owerri) ist eine nigerianische Fußballspielerin und Schauspielerin.

## Sportkarriere
Oparanozie startete ihre Karriere in der Jugend von Bayelsa Queens, wo sie 2008 in das Women Professional Football League Team befördert wurde. Nach zwei Jahren für Bayelsa in der NWPSL wechselte sie im Sommer 2010 zum Ligarivalen Delta Queens. Im Januar 2011 wechselte sie auf Leihbasis in die türkische Bayanlar Ligi zu Düvenciler Lisesi Spor Kulübü, kehrte jedoch nach zwei Monaten zu den Delta Queens zurück. Im September 2012 verließ sie ihre Heimat endgültig und unterschrieb beim russischen Meister FK Rossijanka. Am 13. Juni 2013 unterschrieb sie beim deutschen Triple-Gewinner VfL Wolfsburg einen Zweijahresvertrag, der jedoch bereits in der Winterpause 2013/14 aufgelöst wurde. Oparanozie wechselte daraufhin zurück in die türkische Liga und schloss sich Ataşehir Belediyespor an. Nachdem sie in der Rückrunde der Saison 2013/14 dort in sieben Spielen sechs Tore erzielt hatte, verkündete sie am 19. Juni 2014 ihren Wechsel nach Frankreich zu En Avant Guingamp. Dort blieb sie sechs Jahre lang; im Sommer 2020 schloss sie sich dem FCO Dijon an, der gleichfalls in Frankreichs höchster Frauenliga antritt. Ende Februar verließ die Angreiferin Frankreich, um sich einem Verein in China anzuschließen.

### International
Oparanozie vertrat ihr Heimatland Nigeria bei drei Weltmeisterschaften, der U-17-WM 2008 in Neuseeland, der Senioren-WM 2011 in Deutschland und der U-20-WM 2012 in Japan.
Bei der Afrikameisterschaft 2014 gewann sie mit Nigeria den Titel, qualifizierte ihr Team dadurch auch für die WM 2015 in Kanada und war zudem mit fünf Treffern die erfolgreichste Torschützin des Turniers.
Am 16. Juni 2023 wurde sie für den nigerianischen Kader bei der Weltmeisterschaft 2023 nominiert, erhielt im letzten der vier Spiele ihres Teams einen Kurzeinsatz und schied mit der Mannschaft im Achtelfinale gegen die Engländerinnen aus.

## Schauspielkarriere
Oparanozie steht neben Precious Dede in Nollywood als Schauspielerin vor der Kamera.